# Tour de France 2026
113. ročník etapového cyklistického závodu Tour de France se koná od 4. do 26. července 2026 ve Francii a Španělsku.

## Trasa a etapy
| Etapa         | Datum       | Trasa                 | Vzdálenost | Typ | Typ             | Vítěz |
| ------------- | ----------- | --------------------- | ---------- | --- | --------------- | ----- |
| 1             | 4. července | Barcelona             | 19,7 km    |     | Týmová časovka  |       |
| 2             | 5. července | Tarragona – Barcelona | 178 km     |     | Kopcovitá etapa |       |
| 3             | 6. července | Granollers            |            |     | Rovinatá etapa  |       |
| Celková délka |             |                       |            |     |                 |       |